# Liste der paderbornischen Adelsgeschlechter
Im Hochstift Paderborn (ca. 14. Jahrhundert bis 1802) konnten sich im Zuge der zunehmenden Territorialisierung eine große Anzahl von Adelsgeschlechtern etablieren. Sie bildeten den wichtigsten Landstand und übten insbesondere über das Domkapitel große Macht im geistlichen Fürstentum aus. Der Adel des Landes repräsentierte nicht nur die Macht, sondern „buchstäblich war“ das Territorium.

## Seit 1400 ausgestorbene Geschlechter
Diese Liste umfasst auch die abgewanderten und ständisch abgesunkenen Rittergeschlechter.
| Jahr     | Name                | Besitz (Schwerpunkt) | Besitznachfolger                                     |
| -------- | ------------------- | -------------------- | ---------------------------------------------------- |
| 1403     | Schuwe              | Borgholz             | von Westphalen                                       |
| 1430     | Marschall           | Warburg/Lichtenau    | Spiegel/von Vlechten                                 |
| 1432     | Schultheiß          | Warburg              | von Pappenheim                                       |
| 1437     | von Thüle           | Thüle                | von Hörde zu Boke                                    |
| 1439     | von Wewer           | Wewer                | von Imbsen                                           |
| ca. 1445 | von Verne           | Verne                | Krevet                                               |
| ca. 1455 | von Herse           | Herbram u. a.        | von Westphalen/von Haxthausen                        |
| 1460     | von Vlechten        | Lichtenau u. a.      | Spiegel/von Oeynhausen                               |
| 1463     | von Driburg         | Himminghausen        | Schilder u. a.                                       |
| 1463     | Raben von Calenberg | Calenberg            | Bischof                                              |
| 1473     | von Elmeringhusen   | Lippspringe          | von Haxthausen                                       |
| 1484     | von Holthusen       | Holzhausen           | von der Borch                                        |
| ca. 1400 | von Welda           | Welda                | (ab 1469) von Haxthausen, dann (ab 1788) von Brackel |
| ca. 1520 | von Anreppen        | Anreppen/Bentfeld    | von Suchtrop, dann von Hörde zu Boke                 |
| ca. 1546 | Stapel              | Paderborn            | Domkapitel                                           |
| 1575     | von Dinkelburg      | Borgentreich         | von Westphalen                                       |
| 1578     | von Hörde zu Boke   | Boke                 | von Alten/von Heiden, dann von Fürstenberg           |
| 1638     | Krevet              | Salzkotten/Verne     | von Brenken/von Imbsen                               |
| 1661     | von Büren           | Herrschaft Büren     | Jesuiten                                             |
| 1719     | von Niehusen        | Niesen               | von Bocholtz                                         |
| 1733     | von Falkenberg      | Herstelle            | Spiegel                                              |
| 1767/97  | von der Lippe       | Vinsebeck            | von Wolff-Metternich                                 |
| 1790     | von der Asseburg    | Hinnenburg           | von Bocholtz                                         |
| 1797     | Schilder            | Himminghausen        | von Mengersen                                        |

## Adelsgeschlechter 1444 bzw. 1662
Eine exakte Auflistung aller Adelsfamilien ist heute nicht mehr möglich. Gillner nähert sich der Gesamtliste vor allem durch zwei Quellen an: ein Manuskript des paderbornischen Domscholasters Dietrich von Engelsheim aus dem Jahre 1444 und einem Wappenbuch von 1662.
| Name                     | Anmerkungen                                                            | Wappen |
| ------------------------ | ---------------------------------------------------------------------- | ------ |
| Anreppen                 | nur 1444 genannt                                                       |        |
| Asseburg                 |                                                                        |        |
| Brenken                  |                                                                        |        |
| von der Borch            | Gut Holzhausen (Nieheim), seit 1310 in Detmold urkundlich überliefert. |        |
| Bruck                    | nur 1662 genannt                                                       |        |
| Büren                    | nur 1444 genannt                                                       |        |
| Rabe von Canstein        | nur 1662 genannt                                                       |        |
| Krevet                   | nur 1444 genannt                                                       |        |
| Dinkelburg               | nur 1444 genannt                                                       |        |
| Elmeringhusen            | nur 1444 genannt                                                       |        |
| Ense                     |                                                                        |        |
| Falkenberg               |                                                                        |        |
| Graffen                  | nur 1444 genannt                                                       |        |
| Haxthausen               | Erbhofmeister und Erbkämmerer                                          |        |
| Herse                    | nur 1444 genannt                                                       |        |
| Heyen bzw. Heygen        | nur 1444 genannt                                                       |        |
| Hörde                    |                                                                        |        |
| Holthusen                | nur 1444 genannt                                                       |        |
| Horhusen                 | nur 1444 genannt                                                       |        |
| Imbsen bzw. Immsen       |                                                                        |        |
| Juden                    |                                                                        |        |
| Kanne                    |                                                                        |        |
| Ketteler                 | nur 1662 genannt                                                       |        |
| Langen                   | nur 1444 genannt                                                       |        |
| von der Lippe            |                                                                        |        |
| Luthardessen             | nur 1444 genannt                                                       |        |
| Mengersen                | nur 1444 genannt, aber nicht ausgestorben, Erbtormeister               |        |
| Modexen                  | nur 1444 genannt                                                       |        |
| Naten                    | nur 1444 genannt                                                       |        |
| Niehausen                |                                                                        |        |
| Oeynhausen               |                                                                        |        |
| Ohsen                    | nur 1444 genannt                                                       |        |
| Rabe von Pappenheim      | nur 1444 genannt                                                       |        |
| Rabe von Calenberg       | nur 1444 genannt                                                       |        |
| Rebock                   | nur 1444 genannt                                                       |        |
| Rost                     | nur 1662 genannt                                                       |        |
| Scharfenberg             | nur 1444 genannt                                                       |        |
| Schele                   | nur 1444 genannt                                                       |        |
| Schilder (Erbtormeister) |                                                                        |        |
| Sesberg                  | nur 1444 genannt                                                       |        |
| Siddessen                | nur 1444 genannt                                                       |        |
| Spiegel                  | zum Desenberg Erbschenk bzw. zu Peckelsheim Erbmarschall               |        |
| Stapel                   | nur 1444 genannt, Erbtruchsess                                         |        |
| Sunrike                  | nur 1444 genannt                                                       |        |
| Valepage                 | nur 1444 genannt                                                       |        |
| Verne                    | nur 1444 genannt                                                       |        |
| Vlechten                 | nur 1444 genannt                                                       |        |
| Voswinkel                | nur 1444 genannt                                                       |        |
| Welda                    | nur 1444 genannt                                                       |        |
| Westphalen               | Erbküchenmeister                                                       |        |
| Winzigerode              | nur 1444 genannt                                                       |        |
| Wrede                    | nur 1662 genannt                                                       |        |

## Erbämter des Stiftes
Im 18. Jahrhundert werden sechs Erbämter aufgeführt: von Stapel (Erbtruchsess), von Spiegel zu Desenberg (Erbschenk), Spiegel zu Peckelsheim (Erbmarschall), von Schilder (Erbtormeister), von Haxthausen (Erbhofmeister und Erbkämmerer), von Westphalen (Erbküchenmeister). Das Hofamt des Erbtorwächters wurde später von denen von Mengersen ausgeübt.